# العلاقات الأرجنتينية النيبالية
العلاقات الأرجنتينية النيبالية هي العلاقات الثنائية التي تجمع بين الأرجنتين ونيبال.

## مقارنة بين البلدين
هذه مقارنة عامة ومرجعية للدولتين:
| وجه المقارنة                                              | الأرجنتين                                               | نيبال                             |
| --------------------------------------------------------- | ------------------------------------------------------- | --------------------------------- |
| المساحة (كم2)                                             | 2.78 مليون                                              | 147.18 ألف                        |
| عدد السكان (نسمة)                                         | 44.27 مليون                                             | 29.40 مليون                       |
| الكثافة السكانية (ن./كم²)                                 | 15.92                                                   | 199.76                            |
| العاصمة                                                   | بوينس آيرس                                              | كاتماندو                          |
| اللغة الرسمية                                             | اللغة الإسبانية                                         | اللغة النيبالية                   |
| العملة                                                    | البيزو الأرجنتيني 1983 ‏، بيزو أرجنتيني، أسترال أرجنتيني | روبية نيبالية                     |
| الناتج المحلي الإجمالي (بليون دولار)                      | 637.59 مليار                                            | 24.47 مليار                       |
| الناتج المحلي الإجمالي (تعادل القوة الشرائية) بليون دولار | 883.02 مليار                                            | 70.20 مليار                       |
| الناتج المحلي الإجمالي الاسمي للفرد دولار أمريكي          | 13.43 ألف                                               | 743                               |
| الناتج المحلي الإجمالي للفرد دولار أمريكي                 |                                                         | 2.37 ألف                          |
| مؤشر التنمية البشرية                                      | 0.827                                                   | 0.548                             |
| رمز المكالمات الدولي                                      | +54                                                     | +977                              |
| رمز الإنترنت                                              | .ar                                                     | .np                               |
| المنطقة الزمنية                                           | 00                                                      | UTC+05:45، التوقيت الموحد لنيبال ‏ |

## منظمات دولية مشتركة
يشترك البلدان في عضوية مجموعة من المنظمات الدولية، منها:
| علم المنظمة | اسم المنظمة                               | تاريخ انضمام الأرجنتين | تاريخ انضمام نيبال |
| ----------- | ----------------------------------------- | ---------------------- | ------------------ |
|             | مؤسسة التنمية الدولية                     | 3 أغسطس 1962           | 6 مارس 1963        |
|             | يونسكو                                    | 15 سبتمبر 1948         | 1 مايو 1953        |
|             | مؤسسة التمويل الدولية                     | 13 أكتوبر 1959         | 7 يناير 1966       |
|             | منظمة حظر الأسلحة الكيميائية              | ?                      | ?                  |
|             | الأمم المتحدة                             | 24 أكتوبر 1945         | 14 ديسمبر 1955     |
|             | منظمة الشرطة الجنائية الدولية             | ?                      | ?                  |
|             | البنك الدولي للإنشاء والتعمير             | 20 سبتمبر 1956         | 6 سبتمبر 1961      |
|             | الاتحاد البريدي العالمي                   | ?                      | ?                  |
|             | المركز الدولي لتسوية المنازعات الاستشارية | 18 نوفمبر 1994         | 6 فبراير 1969      |
|             | وكالة ضمان الاستثمار متعدد الأطراف        | 11 فبراير 1992         | 9 فبراير 1994      |
|             | منظمة التجارة العالمية                    | ?                      | ?                  |
|             | الفريق المعني برصد الأرض                  | ?                      | ?                  |

## وصلات خارجية
- موقع وزارة الخارجية الأرجنتينية
- موقع وزارة الخارجية النيبالية